# Ligne Keisei Chihara
La ligne Keisei Chihara (京成千原線, Keisei-Chihara-sen) est une ligne ferroviaire du réseau Keisei dans la préfecture de Chiba au Japon. Elle relie la gare de Chiba-Chūō à Chiba à celle de Chiharadai à Ichihara.

## Histoire
La ligne a été construite par le chemin de fer express de Chiba (千葉急行電鉄, Chiba Kyūkō Dentetsu) et a ouvert le 1er avril 1992 entre Chiba Chūō et Ōmorida. La ligne est prolongée à Chiharadai le 1er avril 1995.
En 1998, le chemin de fer express de Chiba est dissous et la compagnie Keisei racheta la ligne Chihara.

## Caractéristiques

### Ligne
- Longueur : 10,9 km
- Nombre de gares : 6
- Vitesse maximum : 100 km/h
- Écartement : 1 435 mm
- Alimentation 1 500 V cc par caténaire
- Nombre de voies : voie unique

### Interconnexions
À Chiba-Chūō, la ligne est interconnectée avec la ligne Keisei Chiba.

### Liste des gares
La ligne comporte 6 gares.
| Numéro | Gare            | Nom japonais | Distance (km) | Correspondances                 | Ville    |
| ------ | --------------- | ------------ | ------------- | ------------------------------- | -------- |
| KS60   | Chiba-Chūō      | 千葉中央     | 0             | Keisei : Chiba (interconnexion) | Chiba    |
| KS61   | Chibadera       | 千葉寺       | 2,4           |                                 | Chiba    |
| KS62   | Ōmoridai        | 大森台       | 4,2           |                                 | Chiba    |
| KS63   | Gakuenmae       | 学園前       | 7,2           |                                 | Chiba    |
| KS64   | Oyumino         | おゆみ野     | 8,9           |                                 | Chiba    |
| KS65   | Chiharadai (ja) | ちはら台     | 10,9          |                                 | Ichihara |